# JDS Uzushio
Pour les articles homonymes, voir Uzushio (homonomie).
Le JDS Uzushio (SS-592) est un sous-marin d'attaque japonais de classe Oyashio.

## Électronique
- 1 radar de veille surface JRC ZPS-6
- 1 sonar actif/passif d’attaque Oki ZQQ-5B
- 1 sonar passif remorqué ZQR-1
- 1 contrôle d’armes SMCS TFCS
- 1 détecteur radar ZLR-7